# 田中友英
田中 友英（たなか ともひで、1968年4月18日 - ）は、RKB毎日放送のアナウンサー。京都府京都市出身。

## 来歴・人物
立命館高等学校を経て立命館大学を卒業後、1993年にラジオ大阪（OBC）へアナウンサーとして入社。2002年、RKBにヘッドハンティングされ移籍。
OBC時代からプロ野球中継などスポーツ中継を数多く担当している。プロ野球アナウンサーとしては、2002年3月31日に大阪近鉄バファローズ対オリックス・ブルーウェーブ戦（デーゲーム）中継でOBCアナウンサーとして最後の実況を担当し、翌4月1日には福岡ダイエーホークス対千葉ロッテマリーンズ戦（ナイター）中継でRKBアナウンサーとして最初の実況を担当するというエピソードを持っており、後にプロ野球名鑑で「日本でただ1人のキャリアの持ち主」として紹介された。

## 出演番組

### OBC時代
- 近鉄バファローズナイター
- ラジオ大阪ドラマティックナイター
- 大阪国際女子マラソン中継
- はやり歌いちばん星

### RKB時代
ラジオ
- RKBエキサイトホークス
- おしゃべり本棚（全アナウンサー当番制の読み聞かせ番組）
- 週刊フットボールアワー
- ホークス花の応援団
- エンタメバラエティ THE☆ヒット情報（水曜→月曜担当。出演休止期間あり）
- RKB50ニュース
- タナカトタジリト

テレビ
- 味わいぶらり旅（ナレーション。2010年4月 - 2012年3月）
- 侍プロ野球
- 九州青春銀行
- Jリーグギラヴァンツ北九州ホームゲーム中継実況（スカパー!→DAZN）
- RKBヘッドライン（不定期）
- 2023年アジア競技大会（TBSテレビが日本国内向けに制作した競技中継）
  - TBS以外の系列局に勤務するスポーツアナウンサーを代表して、レスリング中継で実況を担当。女子レスリングの中継（2023年10月5日に放送）では、「田中が実況を担当することを紹介する字幕で、同姓の同僚（女性アナウンサー）の氏名（田中みずき）が誤って表示される」というハプニングが生じていた。